# 塞莉亚·德拉塞尔纳

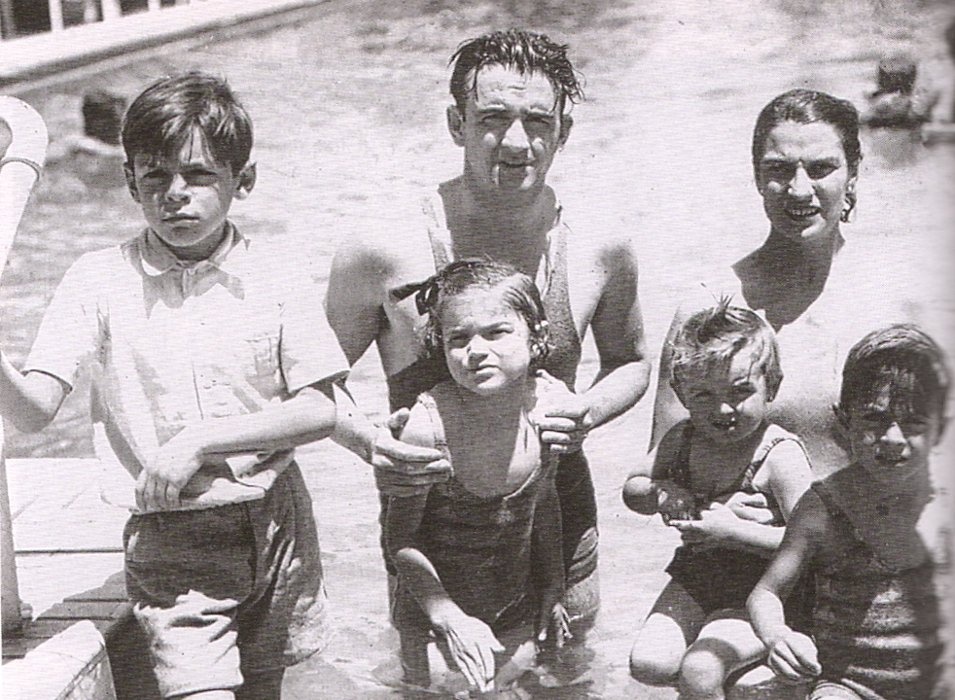
1936年，塞莉亚·德拉塞尔纳和丈夫埃内斯托·格瓦拉·林奇以及4个孩子。左边的8岁男孩（由于患有哮喘，没有穿泳衣）是切·格瓦拉。

塞莉亚·德拉塞尔纳（西班牙語：Celia de la Serna；1906年6月21日—1965年5月18日）是阿根廷的一个政治活动家。她是国际共产主义革命家切·格瓦拉的母亲。
德拉塞尔纳出生在布宜诺斯艾利斯的一个富裕的上层家庭。她在布宜诺斯艾利斯的一所良好的学校接受教育，早年曾热心于宗教。年轻时，她挑战当时阿根廷的社会禁忌，留短发，并在公共场所手持香烟。西班牙内战期间，她积极参与支持西班牙共和国的活动。第二次世界大战期间，她加入一个支持同盟国的组织。她还积极支持古巴革命。